# Barmer Hütte
Die Barmer Hütte ist die Alpenvereinshütte der Sektion Wuppertal des Deutschen Alpenvereins. Sie liegt auf einer Höhe von 2591 m ü. A. (nach Eigenangaben 2610 m ü. A.) im Patscher Tal unterhalb des Hochgall (3436 m ü. A.) im Defereggental (Osttirol). Sie gehört zu den weniger besuchten Stützpunkten in den Ostalpen. Für Tageswanderer ist sie von der Patscher Alm oder dem Staller Sattel zu erreichen. Zu den Gipfeln, die von der Barmer Hütte aus erreicht werden können, gehören neben weiteren der Hochgall und der Lenkstein. Im Winter werden zudem im Gebiet um die Hütte Skitouren durchgeführt.

## Geschichte

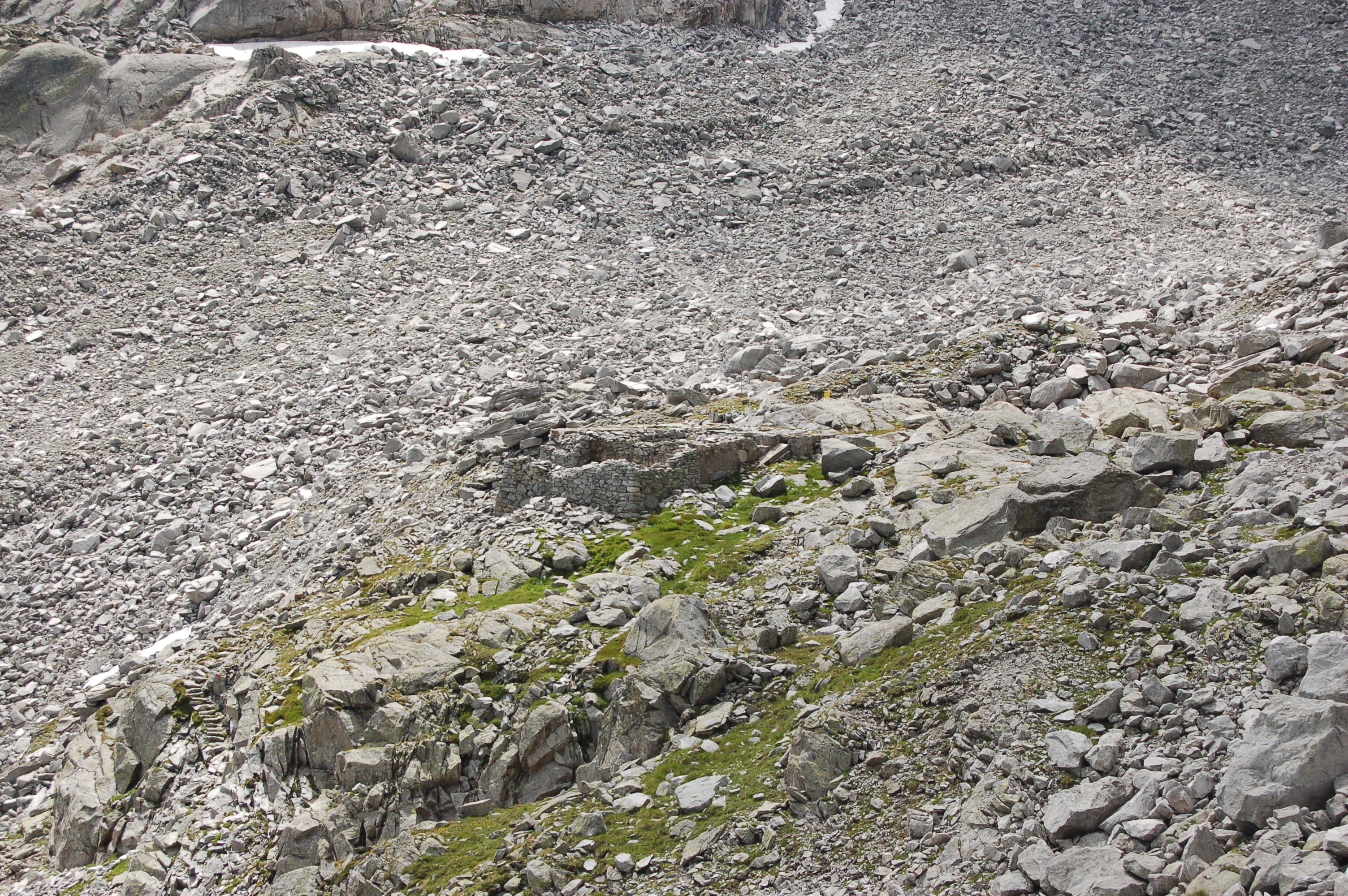
Reste der alten Barmer Hütte

Die ursprüngliche (alte) Barmer Hütte wurde im Jahr 1900 etwa 90 Höhenmeter unterhalb des jetzigen Standortes errichtet und im Jahr 1956 durch eine Lawine völlig zerstört. Nach Bau einer Zufahrtsstraße durch das Patscher Tal sowie einer Materialseilbahn bis zum Bauplatz konnte die neue Barmer Hütte bis 1959 fertiggestellt werden.

## Aufstieg
- Vom Parkplatz an der Patscher Alm (Mautstraße) durch das Patscher Tal, Gehzeit: ca. 2,5 Stunden (geeignet für Tagesbesucher)
- Vom Obersee am Staller Sattel über die Jägerscharte, Gehzeit: ca. 3 Stunden (schwierig, mit Drahtseil und Gletscherquerung)
- Vom Antholzer See (Südtirol) über die Riepenscharte, Gehzeit: ca. 4 Stunden

## Touren von der Barmer Hütte
- Kleine Ohrenspitze (2938 m), Aufstieg ca. 2 Stunden
- Lenkstein (3236 m), Aufstieg ca. 4 Stunden
- Hochgall (3436 m), Aufstieg ca. 4 Stunden
- Barmer Spitze (3200 m), Aufstieg ca. 2,5 Stunden
- Große Ohrenspitze (3101 m), Aufstieg ca. 2 Stunden
- Almerhorn (2986 m)

## Klettermöglichkeiten
- Mehrere kleine Klettergarten, Kuglmugl, Besenwand, Wiesenwandl, Platscher Wand, Hinterm Mond, Traum aus Stein (Routen von III bis IX)[2]
- Mehrseillängen an Rampleter Wand (Routen bis zum 6. Schwierigkeitsgrad (teilweise brüchig)), und Via Luisa(5c), Schneidige Antholzerin(7a) am Patscher Turm[2]
- unzählige Boulder[3]

## Übergang zu anderen Hütten
- Zur Oberseehütte über Jägerscharte (2780 m), Gehzeit: 3½-4 Stunden
- zur Kasseler Hütte (Hochgallhütte) (2276 m) über den Lenkstein oder den Hochgall, Gehzeit: 5 Stunden
- Zur Oberhausalm über Roßhornscharte (2916 m), Gehzeit: 5–6 Stunden